# سان لورينثو دي كارديسار
بلدية سان لورينثو دي كارديسار (بالإسبانية: San Lorenzo de Cardessar) هي بلدية تقع في منطقة جزر البليار شرق إسبانيا.

## الديموغرافيا
بلغ عدد سكان بلدية سان لورينثو دي كارديسار 8.963 نسمة عام 2011 (وفقاً للمعهد الوطني للإحصاء الإسباني).
| 5.282 | 5.854 | 6.951 | 7.498 | 8.095 | 8.687 | 8.963 |

## أعلام
- مارغريتا فولانا